# Dänische Männer-Handballnationalmannschaft (Junioren)
Die dänische Männer-Handballnationalmannschaft (Junioren) ist die Nationalauswahl Dänemarks für Nachwuchsspieler der Altersklasse Junioren.

## DefinitionJuniorenundJugend
Die Juniorenauswahl steht altersmäßig zwischen der A-Nationalmannschaft und der Jugendauswahl.
Da sich die Leistungsfähigkeit von Sportlern altersabhängig unterscheidet, wird eine Klasseneinteilung vorgenommen. Unterhalb der Erwachsenenklasse Senioren werden die Sportler abhängig vom Geburtsjahr Altersklassen zugeteilt. Im deutschen Sprachraum wird dabei der Buchstabe U (steht für unter) vor das jeweilige Alter gesetzt. Die Junioren und Jugend genannten Sportler treten in den Altersklassen U 21 (unter 21 Jahren) und U 19 (unter 19 Jahren) an. Da für die Einteilung das Geburtsjahr ausschlaggebend ist, können die Sportler ihre Klassenzugehörigkeit während einer Saison beibehalten.
Beispiele: An den U-21-Wettbewerben im Jahr 2018 durften Spieler der Geburtsjahrgänge 1998 und 1999 teilnehmen. An den U-19-Wettbewerben des Jahres 2018 durften Spieler der Geburtsjahrgänge 2000 und 2001 teilnehmen.
Da die Altersklassen jeweils nur zwei Jahre behalten werden, ist die Fluktuation weit größer als bei den Erwachsenenauswahlen.

## Wettbewerbe

### Weltmeisterschaft der Junioren (U 21)
Die U-21-Weltmeisterschaften werden seit 1977 grundsätzlich alle zwei Jahre ausgetragen.
Die dänische Auswahl nahm mit nachstehend aufgeführten Ergebnissen teil:
| Jahr | Gastgeber                 | Teams                                             | Platz                                             | Anmerkungen |
| ---- | ------------------------- | ------------------------------------------------- | ------------------------------------------------- | --- |
| 1977 | Schweden                  | 21                                                | 08.                                               | |
| 1979 | Dänemark, Schweden        | 24                                                | 04.                                               | |
| 1981 | Portugal                  | 16                                                | 07.                                               | |
| 1983 | Finnland                  | 16                                                | 03.                                               | |
| 1985 | Italien                   | 16                                                | 07.                                               | |
| 1987 | Jugoslawien               | 16                                                | 09.                                               | |
| 1989 | Spanien                   | 16                                                | nicht teilgenommen                                | nicht teilgenommen |
| 1991 | Griechenland              | 16                                                | 07.                                               | |
| 1993 | Ägypten                   | 16                                                | 02.                                               | |
| 1995 | Argentinien               | 20                                                | 09.                                               | |
| 1997 | Türkei                    | 20                                                | 01.                                               | |
| 1999 | Katar                     | 22                                                | 01.                                               | |
| 2001 | Schweiz                   | 20                                                | 06.                                               | |
| 2003 | Brasilien                 | 20                                                | 02.                                               | Lasse Svan wurde in das All-Star Team gewählt.                                                                         |
| 2005 | Ungarn                    | 20                                                | 01.                                               | René Bach Madsen und Morten Olsen wurden in das All-Star Team gewählt. Morten Olsen wurde zudem als MVP ausgezeichnet. |
| 2007 | Nordmazedonien            | 20                                                | 03.                                               | Henrik Toft Hansen wurde in das All-Star Team gewählt.                                                                 |
| 2009 | Ägypten                   | 24                                                | 02.                                               | Nikolaj Markussen und Frederik Børm wurden in das All-Star Team gewählt.                                               |
| 2011 | Griechenland              | 24                                                | 02.                                               | Patrick Wiesmach und Mads Mensah Larsen wurden in das All-Star Team gewählt.                                           |
| 2013 | Bosnien und Herzegowina   | 24                                                | 13.                                               | |
| 2015 | Brasilien                 | 24                                                | 02.                                               | Jóhan Hansen und Simon Hald Jensen wurden in das All-Star Team gewählt.                                                |
| 2017 | Algerien                  | 24                                                | 02.                                               | Magnus Saugstrup und Lasse Møller wurden in das All-Star Team gewählt. Lasse Møller wurde zudem als MVP ausgezeichnet. |
| 2019 | Spanien                   | 24                                                | 05.                                               | Emil Lærke wurde in das All-Star Team gewählt.                                                                         |
| 2021 | Ungarn                    | Das Turnier fiel wegen der COVID-19-Pandemie aus. | Das Turnier fiel wegen der COVID-19-Pandemie aus. | Das Turnier fiel wegen der COVID-19-Pandemie aus.                                                                      |
| 2023 | Deutschland, Griechenland | 32                                                | 05.                                               | |
| 2025 | Polen                     | 32                                                | 01.                                               | Nikolaj Larsson und Magnus Pedersen wurden in das All-Star Team gewählt.                                               |

### Europameisterschaft der Junioren (U 20)
Die U-20-Europameisterschaften werden seit 1996 grundsätzlich alle zwei Jahre ausgetragen.
Die dänische Auswahl nahm mit nachstehend aufgeführten Ergebnissen teil:
| Jahr | Gastgeber    | Teams                                             | Platz                                             | Anmerkungen                                                                  |
| ---- | ------------ | ------------------------------------------------- | ------------------------------------------------- | ---------------------------------------------------------------------------- |
| 1996 | Rumänien     | 12                                                | 01.                                               |                                                                              |
| 1998 | Österreich   | 12                                                | 01.                                               |                                                                              |
| 2000 | Griechenland | 12                                                | 04.                                               |                                                                              |
| 2002 | Polen        | 12                                                | 05.                                               |                                                                              |
| 2004 | Lettland     | 16                                                | 02.                                               |                                                                              |
| 2006 | Österreich   | 16                                                | 03.                                               |                                                                              |
| 2008 | Rumänien     | 16                                                | 01.                                               |                                                                              |
| 2010 | Slowenien    | 16                                                | 01.                                               |                                                                              |
| 2012 | Türkei       | 16                                                | 10.                                               |                                                                              |
| 2014 | Österreich   | 16                                                | 04.                                               |                                                                              |
| 2016 | Dänemark     | 16                                                | 06.                                               | Nikolaj Læsø wurde als bester Abwehrspieler ausgezeichnet.                   |
| 2018 | Slowenien    | 16                                                | 12.                                               |                                                                              |
| 2020 | Kroatien     | Das Turnier fiel wegen der COVID-19-Pandemie aus. | Das Turnier fiel wegen der COVID-19-Pandemie aus. | Das Turnier fiel wegen der COVID-19-Pandemie aus.                            |
| 2022 | Portugal     | 16                                                | 08.                                               | Thomas Sommer Arnoldsen wurde in das All-Star Team gewählt.                  |
| 2024 | Slowenien    | 24                                                | 03.                                               | Frederik Emil Pedersen und Hjalte Lykke wurden in das All-Star Team gewählt. |